# Hideko Maehata
Hideko Maehata, född 20 maj 1914 i Hashimoto, död 24 februari 1995, var en japansk simmare.
Maehata blev olympisk mästare på 200 meter bröstsim vid sommarspelen 1936 i Berlin.
Asteroiden 9870 Maehata är uppkallad efter henne.